# Oliarus lawitensis
Oliarus lawitensis är en insektsart som beskrevs av Van Stalle 1991. Oliarus lawitensis ingår i släktet Oliarus och familjen kilstritar. Inga underarter finns listade i Catalogue of Life.